# Lukas Kruse
Lukas Kruse (Paderborn, 19 luglio 1983) è un ex calciatore tedesco, di ruolo portiere.

## Carriera
Kruse firma con l'Augusta nel febbraio 2009 dopo l'infortunio del portiere Vasily Khomutovsky fu scelto per giocare il resto della stagione. Il 20 aprile 2010 annunciò il suo ritorno al Paderborn 07, lasciando l'Augusta dopo un anno.